# Élisabeth Quintenelle
Élisabeth Quintenelle, née Rioux le 30 mars 1922 à Grenoble et morte le 26 juillet 2025, est une résistante française.

## Biographie
Élisabeth Rioux naît à Grenoble au sein d’une famille protestante, son grand-père Fernand Watier et son frère Étienne Rioux étaient pasteurs. Elle est également la petite-nièce d’une des initiatrices du mouvement féministe en France, Louise Massebiau-Compain.[réf. souhaitée]
Elle est lycéenne à Grenoble lorsque la guerre est déclarée. En 1942, elle s’engage à l'école d’infirmières de la Croix-Rouge à La Tronche près de Grenoble. Après l'obtention de son diplôme, elle exerce quelque temps à l'hôpital de La Tronche où elle fait évader un prisonnier destiné à la gestapo. Dénoncée, elle doit s'enfuir et devient, sous le pseudonyme de Marianne, infirmière du maquis de l'Oisans (Alpes françaises), jusqu'en 1944, puis, dès la Libération de l'Isère, en octobre 1944, elle s’engage dans le service de santé des chasseurs alpins.
Elle exerce notamment près de Modane, en Maurienne. Elle devient infirmière chef au service de santé du Groupement Maurienne, à la caserne Loutraz à Modane. Elle est également infirmière des troupes alpines d’occupation en Italie (Suse) et contribua aux Voix de la Liberté. Elle est décorée de la Croix de guerre en octobre 1945.
Elle épouse Noël Henri Quintenelle, dit « Quintus » le 10 septembre 1949 à Grenoble.
Elle est l’auteur du livre La guerre sans arme, préfacé par sa cousine, la sociologue et féministe Évelyne Sullerot, cofondatrice du mouvement français pour le planning familial et par le général Alain Le Ray.
Elle est décorée de la Médaille de la Résistance[réf. nécessaire]. Elle a été nommée chevalier de la Légion d'honneur le 14 juillet 1986 puis officier de la Légion d'honneur le 6 avril 2012.

## Décorations
- Officière de la Légion d'honneur (6 avril 2012)[6] ; chevalière du 14 juillet 1986
- Croix de guerre 1939-1945 (octobre 1945)
- Médaille de la Résistance française[réf. nécessaire]

## Hommage
L'école publique de Corbelin (Isère) porte son nom depuis le mois de juin 2023.

## Œuvre
- La guerre sans arme, éd. de Belledonne, 1996, 207 p. (ISBN 978-2-911148-16-3, présentation en ligne)

### Sources
- Général Alain Le Ray, « Préface du livre La guerre sans arme », 8 février 1996 (consulté le 6 octobre 2012)
- « La guerre sans arme de Marianne la maquisarde », Le Dauphiné,‎ 8 mai 2010 (lire en ligne)